# Paul Cornet
Pour les articles homonymes, voir Cornet.
Paul Cornet, né le 18 mars 1892 dans le 15e arrondissement de Paris et mort 10 avril 1977 à Saint-Martin-de-Nigelles, est un sculpteur français.

## Biographie
Il est le fils d'Alphonse Cornet, peintre de scènes de genre. Entre 1929 et 1935, Paul Cornet enseigne à l'Académie scandinave. En 1929, il expose le bronze Un buste de Mme L. au Salon des Tuileries. En 1933, il remporte le grand prix de la sculpture créé par Jean Crouzillard.
Il apparaît dans le film Nos tailleurs d'images, de René Lucot.
Il a épousé en novembre 1919 Elna, la fille du peintre danois John Lübschitz (da)
Il reçoit les prix Wildenstein en 1967 et Paul-Louis Weiller en 1972.
Le Churchill College possède un bronze de Paul Cornet.